# 1825

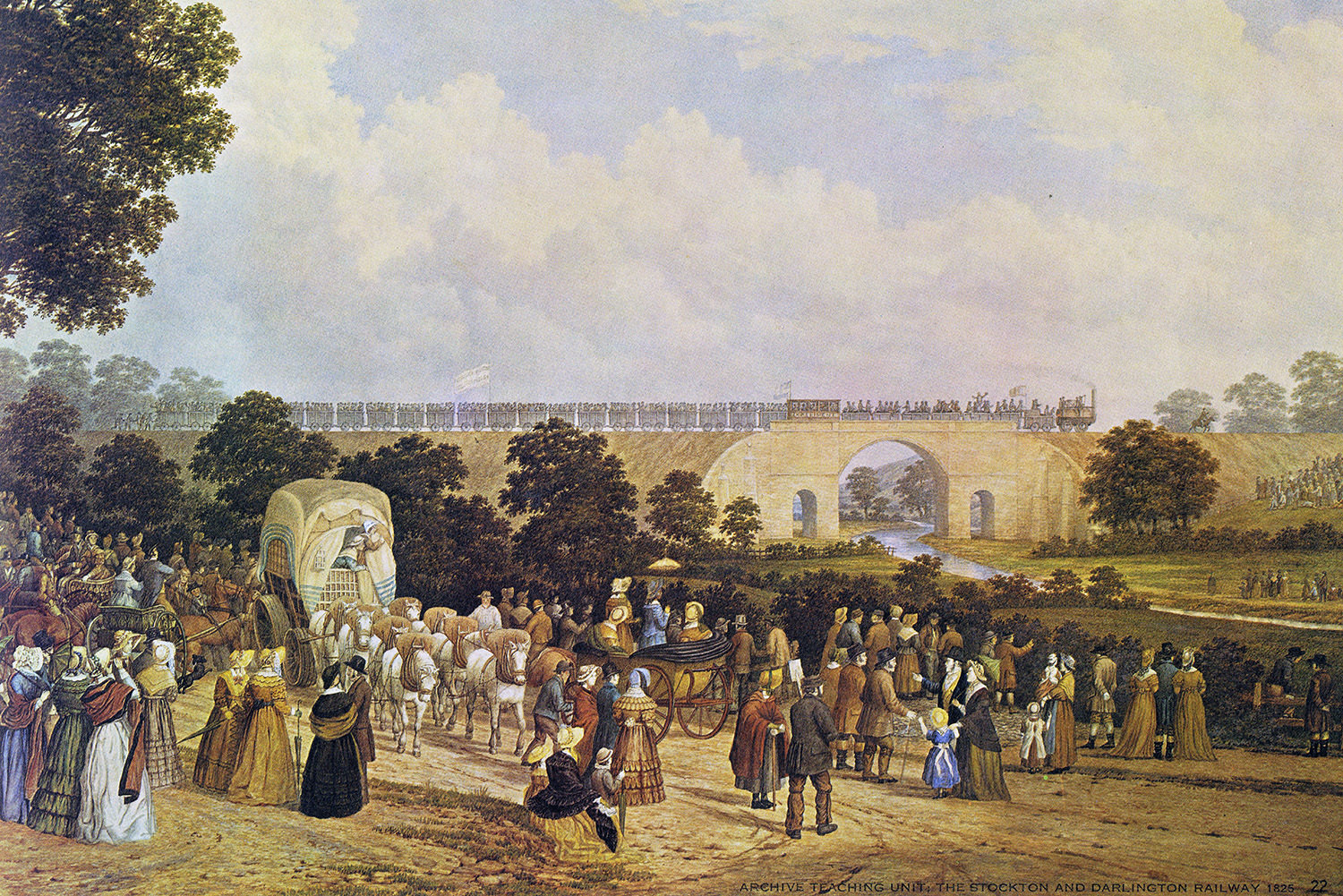
Az első közforgalmú vasút megnyitása (festmény, 1875 k.)

Évszázadok: 18. század – 19. század – 20. század
Évtizedek: 1770-es évek – 1780-as évek – 1790-es évek – 1800-as évek – 1810-es évek – 1820-as évek – 1830-as évek – 1840-es évek – 1850-es évek – 1860-as évek – 1870-es évek
Évek: 1820 – 1821 – 1822 – 1823 –  1824 – 1825 – 1826 – 1827 – 1828 – 1829 – 1830

## Események

### Határozott dátumú események
- május 25. – X. Károly francia királyt ünnepélyesen felszentelik Reimsben.[1]
- július 3. – I. Ferenc magyar király 13 évi szünet után összehívja az országgyűlést. (Ezzel kezdetét veszi a reformországgyűlések sora, amelyeknek már az is eredménye volt, hogy fórumot adott a követeléseknek, és nyilvánosságra hozta az udvar és a nemesség ellentéteit.)[2]
- augusztus 25. – Kikiáltják Uruguay függetlenségét.[3]
- szeptember 27. – Megnyitják a világ első közforgalmú vasútját az angliai Stockton és Darlington között.[4]
- november 3. – Széchenyi István felajánlja birtokainak egy évi jövedelmét a Magyar Tudományos Akadémia megalapítására.[5]
- december 26. (Julián-naptár szerint december 14.) A dekabristák felkelése Oroszországban.[6]

### Határozatlan dátumú események
- az év folyamán – 
  - Elkészül Magyarországon – a Veszprém vármegyei Ugod községben – az első, mintegy 14 méter mély artézi kút.[7]
  - VI. János portugál király elismeri Brazília függetlenségét.[8]

## Az év témái

### 1825 az irodalomban
- - Augusztusban Vörösmarty Mihály kiadja a Zalán futása című hőskölteményét.[9]

## Születések
- január 16. – Finály Henrik nyelvész († 1898)
- január 23. – Albert Midlane angol keresztény énekszerző († 1909)
- február 7. – Karl August Möbius német zoológus, ökológus († 1908)
- február 18. – Jókai Mór, író († 1904)
- február 21. – Görgey István honvéd százados, történetíró († 1912)
- március 7. – Mieczysław Woroniecki lengyel herceg, katona, a magyarok oldalán az 1848–49-es forradalom és szabadságharc mártírja († 1849)
- március 21. – Alekszandr Fjodorovics Mozsajszkij orosz tengerésztiszt, a repülés egyik úttörője († 1890)
- május 4. – Thomas Henry Huxley angol biológus († 1895)
- május 23. – Barna Ferdinánd nyelvész, néprajztudós, műfordító, az MTA levelező tagja († 1895)
- június 22. – Duka Tivadar orvos, India-kutató, Kőrösi Csoma Sándor hagyatékának feldolgozója († 1908)
- július 26. – Sbüll Ferenc magyarországi szlovén költő († 1864)
- augusztus 7. – Kondor Gusztáv csillagász, matematikus, az MTA tagja († 1897)
- augusztus 11. – Türr István katonatiszt, magyar szabadsághős († 1908)
- október 5. – Xántus János természetkutató, etnográfus († 1894)
- október 25. – Johann Strauss zeneszerző († 1899)
- november 5. – Számwald Gyula amerikai altábornagy († 1912)
- november 18. – Lévay József költő, műfordító († 1918)
- november 25. – Szikszai Lajos,  Szilágy vármegye alispánja, 1848-as forradalmár és szabadságharcos, politikus († 1897)

## Halálozások
- január 20. – Csapodi Gábor, bíró, alispán, költő (* 1761)
- március 10. – Carl Brandan Mollweide, német csillagász, matematikus (* 1774)
- június 8. – Ürményi József, több vármegye főispánja, országbíró (* 1741)
- október 6. – Bernard Germain de Lacépède, francia természettudós, biológus (* 1756)
- november 14. – Jean Paul Richter, német író (* 1763)
- december 1. – I. Sándor, Oroszország cárja (* 1777)
- december 29. – Jacques-Louis David, francia klasszicista festő (* 1748)